# 豊臣兄弟!
『豊臣兄弟!』（とよとみきょうだい）は、2026年（令和8年）に放送予定のNHK大河ドラマ第65作。豊臣秀吉をすぐ側で支え、後世「もしも彼が長生きしていれば、豊臣の天下は安泰だった」と言われた弟・豊臣秀長を主人公に、兄弟の立身出世から天下統一までを描く。

## 制作
2024年3月12日に制作が発表され、主演を仲野太賀、脚本を連続テレビ小説『おちょやん』などを手掛けた八津弘幸が担当することが発表された。
出演者発表は、第2弾が2024年10月2日に、第3弾が2025年2月3日と4日に、第4弾が2025年4月8日に行われた。
2025年6月5日、山形県寒河江市の瑞宝山本山慈恩寺にてクランクイン。
7月30日、初回放送日が2026年1月4日になることが明らかにされた。

## 登場人物

### 主人公
豊臣秀長（とよとみ ひでなが） / 小一郎（こいちろう）
演 - 仲野太賀

### 登場予定の人物
明智光秀（あけち みつひで）
演 - 要潤
浅井長政（あざい ながまさ）
演 - 中島歩
あさひ
演 - 倉沢杏菜
石田三成（いしだ みつなり）
演 - 松本怜生
お市（おいち）
演 - 宮﨑あおい
織田信長（おだ のぶなが）
演 - 小栗旬
斎藤龍興（さいとう たつおき）
演 - 濱田龍臣
柴田勝家（しばた かついえ）
演 - 山口馬木也
慶（ちか）
演 - 吉岡里帆
茶々（ちゃちゃ）
演 - 井上和（乃木坂46）
藤堂高虎（とうどう たかとら）
演 - 佳久創
徳川家康（とくがわ いえやす）
演 - 松下洸平
とも
演 - 宮澤エマ
豊臣秀吉（とよとみ ひでよし） / 藤吉郎（とうきちろう）
演 - 池松壮亮
直（なお）
演 -白石聖
なか
演 - 坂井真紀
寧々（ねね）
演 - 浜辺美波
前田利家（まえだ としいえ）
演 - 大東駿介
まつ
演 - 菅井友香

## スタッフ
- 脚本：八津弘幸
- 制作統括：松川博敬[1]、堀内裕介[2]
- 演出：渡邊良雄[1]、渡辺哲也[2]、田中正[5]
- プロデューサー：高橋優香子、舟橋哲男、吉岡和彦[2]、国友茜[5]
- 時代考証：黒田基樹、柴裕之[2]
- ロゴデザイン：田中伽奈芽（NHK映像デザイン部）[5]